# Krach de 1847
Le krach de 1847, l'un des principaux du XIXe siècle, fut la conséquence d'une bulle spéculative sur le chemin de fer en France et en Angleterre (Railway mania). Il déboucha sur la Révolution française de 1848. 
La crise a démarré en France en janvier avant de se transmettre à l'Angleterre en avril et aux États-Unis en novembre. Le choc s'est traduit par l'apparition d'un chômage important en France, évalué à 780 000 personnes, dont 100 000 à Paris. Il a été amorti par la découverte d'or en Californie, qui a permis de revenir rapidement à une expansion monétaire et même d'assister à la forte croissance économique mondiale des années 1850. Dès 1850, la crise était considérée comme terminée.

## La spéculation sur les chemins de fer

### La croissance trop rapide du rail en Angleterre

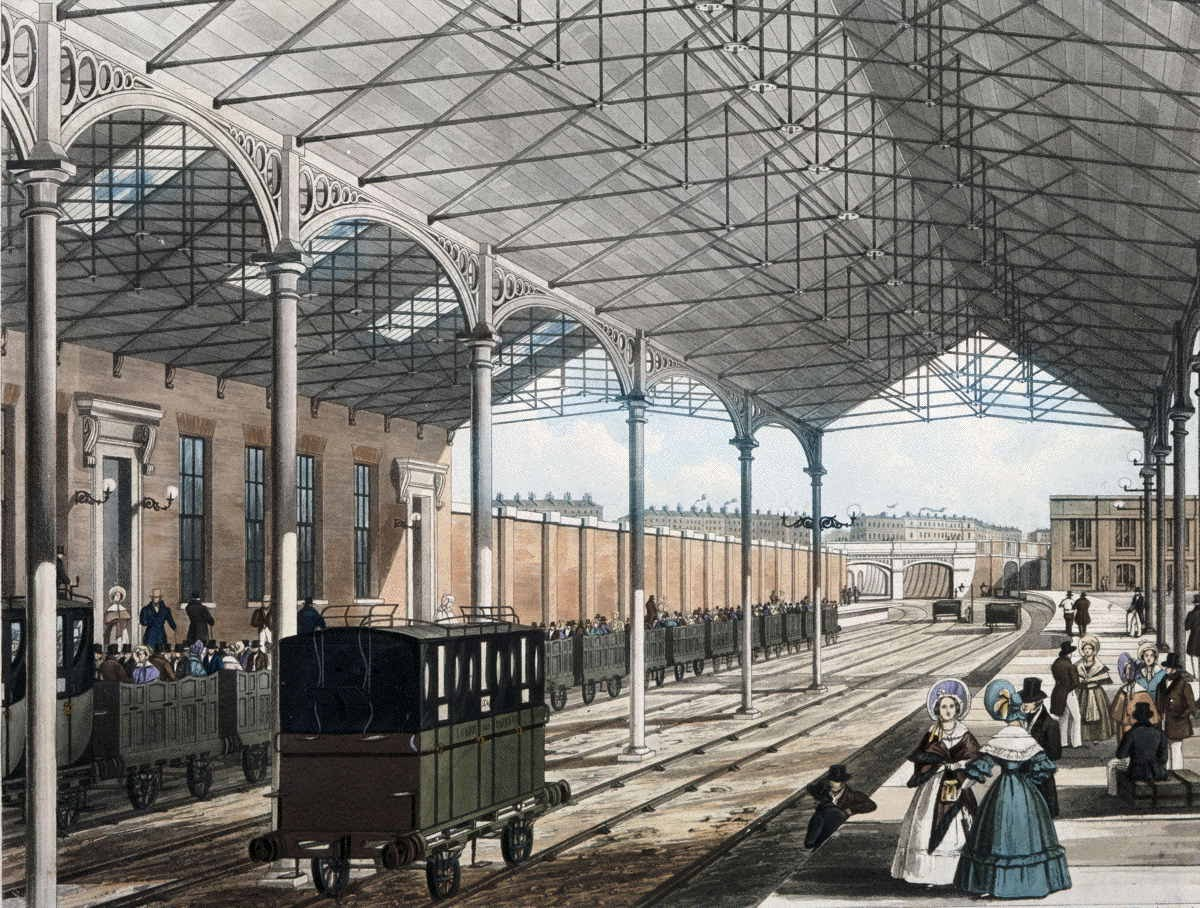
La gare d'Euston et ses marquises de fer forgé en 1837.

À partir de 1844, une spéculation intense sur le chemin de fer démarre en Europe : en seulement deux ans, 5 700 kilomètres de lignes sont construits en Angleterre et 960 kilomètres en France par des sociétés privées. L'Angleterre avait déjà pris une avance spectaculaire. Elle disposait en 1840 d'un ratio de 225 kilomètres de rail exploité par million d'habitants alors que la France n'en avait que 17 kilomètres par million d'habitants en 1841, soit 15 fois moins. Le réseau anglais, bâti dans la précipitation, est cependant très morcelé. Même en 1850, trois ans après le krach de 1847, il subsistait outre-Manche 200 compagnies ferroviaires différentes. Les banques comme la Midland Bank de Charles Geach ont investi aussi dans les fournisseurs d'acier comme la Park Gate iron manufacturing company de Rotherham.
L'Angleterre va mieux résister que la France au krach de 1847 puisque le financement de ses lignes est réalisé aux deux tiers par des fonds propres, avec plus d'un milliard de sterling (quinze milliards de francs) en 1840 sur un total de 1,45 milliard de sterling d'investissements. La France n'a alors investi qu'une centaine de millions de francs, soit 150 fois moins.
Au total, le réseau ferré en Europe est passé de 175 kilomètres en 1830 à 9 200 kilomètres en 1845. L'Angleterre en réunit 4 900 kilomètres à elle seule, chiffre qui vient d'augmenter de 50 % en un an. Mais la moitié seulement, soit 2 300 kilomètres, appartient aux neuf premières compagnies anglaises et 248 projets sont à l'étude au parlement. Un ralentissement apparaît nécessaire, faute de nouveaux financements. Après une croissance rapide, le gouvernement anglais souhaite temporiser et s'assurer un contrôle plus étroit sur le réseau des chemins de fer afin d'obtenir une standardisation des horaires et des correspondances, en évitant les liaisons redondantes.

### Les compagnies françaises sous-capitalisées
En France, les données du problème sont un peu différentes : 1 250 kilomètres de voies ferrées seulement sont encore exploitées, soit seulement un huitième d'un réseau européen dominé par l'Angleterre. Environ 2 450 kilomètres sont encore en construction, deux fois plus qu'en exploitation, et ne peuvent donner de recettes aux compagnies ferroviaires.
C'est parce qu'elles « ne faisaient plus de recettes suffisantes pour couvrir leurs frais d'exploitation », que cinq d'entre elles sont placées sous séquestre en 1848, ce qui permet d'éviter la liquidation judiciaire, trois d'entre elles ayant été effectivement liquidées : la Compagnie des chemins de fer de Fampoux à Hazebrouck le 14 novembre 1846, la Compagnie des chemins de fer de Bordeaux à Cette en juillet 1847 et la Compagnie du chemin de fer de Lyon à Avignon le 11 octobre 1847. En 1852, la durée des concessions, souvent proche d'une trentaine d'années, sera uniformément portée à 99 ans pour permettre à celles gagnant un tout petit peu d'argent de garder espoir. Rares sont celles qui affichent des rentabilités correctes : 8 millions de francs en 1847 pour la Compagnie du Nord, sur la voie du bassin minier, capitalisée de 200 millions de francs, dont l'action vaut en moyenne 542 francs sur les dix mois précédant la Révolution de 1848.

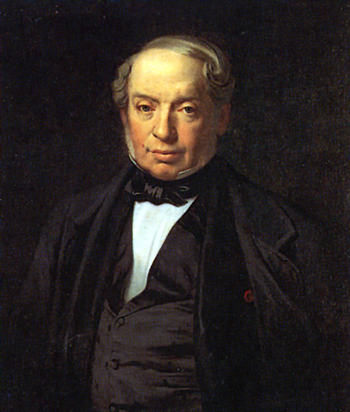
Contrôlée par le banquier James de Rothschild, la Compagnie du Nord est la plus rentable et la mieux capitalisée.

Le milieu de la décennie 1840 avait été marqué par la volonté de rattraper le retard sur l'Angleterre dans le domaine ferroviaire, avec la loi du 11 juin 1842 fixant aux départements et aux communes l'obligation de rembourser à l'État les deux tiers de la valeur des terrains des chemins de fer. La ligne Paris-Lille avait été attribuée en 1845 à la Compagnie du chemin de fer du Nord de James de Rothschild, la seule bien capitalisée avec 200 millions de francs apportés par 20 000 actionnaires, tandis que la Compagnie du chemin de fer de Paris à Lyon, créée en 1846 et sous-capitalisée, avec seulement 200 millions de francs, tombe en faillite dès 1847.
Le réseau français des chemins de fer en exploitation était long de 1821 kilomètres, dont plus de la moitié, soit 974, avait été ouvert en deux années 1846 et 1847. Les investissements en fonds propres, sous forme d’actions, s’élèvent à 1,2 milliard de francs, la totalité est déjà déboursée en 1846, dont les deux tiers, soit 0,9 milliard de francs, entre 1844 et 1846.
Les compagnies françaises de chemin de fer ont emprunté 770 millions de francs entre 1837 et 1854 dont les neuf dixièmes, soit 615 millions de francs, entre 1844 et 1854. Sur les quatre années de forte expansion, de 1844 à 1847, les emprunts privés doublent, pour atteindre 120 millions de francs, qui s’ajoutent aux 60 millions de francs de crédits de l’État, essentiellement débloqués après la loi de 1842. Les actionnaires, eux, sont de moins en moins enclins à répondre aux appels de fonds, en se demandant pourquoi les coûts ont été sous-estimés.
Bien que les capitalisations des chemins de fer soient modestes en France, elles représentent encore à elles seules la moitié du marché boursier français, évalué à 2,5 milliards de francs.
L'industrie sidérurgique française n'ayant pas encore eu le temps d'accompagner l'expansion ferroviaire, cette croissance rapide a parallèlement fait monter les prix du rail en acier de 25 % en un an, pour atteindre 400 francs la tonne en 1846. Autre facteur de perturbation, les fabricants de locomotives, d'abord favorisés par cette expansion du rail, se font une concurrence plus sévère, sans forcément que les prix baissent, avec des produits pas encore immédiatement compatibles, telles que les machines de Stephenson à Newcastle, Cockerill à Seraing en Belgique, Schwarz à Berlin, et William Norris à Philadelphie.

## Les conséquences industrielles en France

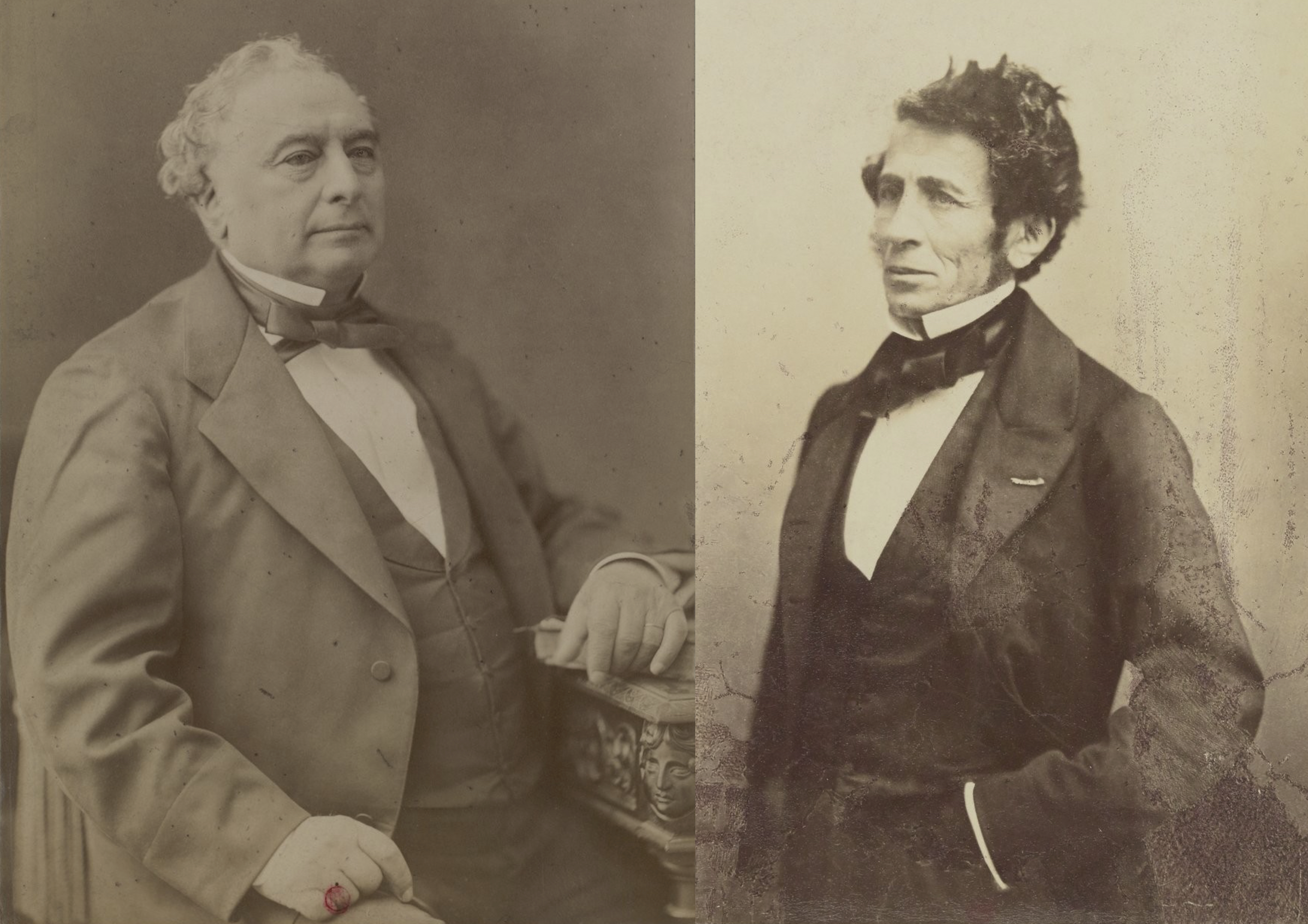
En 1847, Isaac et Émile Pereire, n'ont pas encore fondé le Crédit Mobilier.

C'est en France, que le krach de 1847 a le plus d'impact. L'arrêt de toute levée de fonds dans le chemin de fer dès la fin de 1846 n'empêche pas la construction de lignes de se poursuivre les années suivantes. Elle continue même en 1849, mais à un rythme très faible, avec seulement 140 kilomètres construits. 
Les stocks de composants, en particulier de rails, se sont épuisés dès 1848 puisque les industriels fournisseurs réduisent leurs livraisons, anticipant une demande qui va se ralentir fortement. La production de rails est plus que divisée par deux, passant de 89 000 tonnes en 1847 à 41 000 tonnes en 1848. Le choc est un peu moins brutal pour la production de fers et aciers revenue à 283 000 tonnes en 1848 contre 390 000 tonnes en 1847, soit une chute de près de 30 %, et l'extraction de houille chute de 25 % en 1848. La construction des lignes concédées lors de la bulle spéculative reprend ensuite dès 1850 et 1851, relançant par ricochet la production des fournisseurs de rails et de locomotives.
| Année        | 1831 | 1832 | 1833 | 1834 | 1835 | 1836 | 1837 | 1838 | 1839 | 1840 | 1841 | 1842 | 1843 | 1844 | 1845 | 1846 | 1847 | 1848 | 1849 | 1850 |
| km exploités | 33   | 54   | 75   | 142  | 142  | 142  | 161  | 176  | 243  | 430  | 567  | 597  | 827  | 829  | 881  | 1320 | 1830 | 2222 | 2861 | 3013 |

| Année       | 1851 | 1852 | 1853 | 1854 | 1855  | 1856  | 1857  | 1858  |
| km concédés | 4969 | 6914 | 8860 | 9213 | 11495 | 12000 | 15683 | 16150 |

## La faiblesse des banques
L'Angleterre s'est convertie entièrement à l'étalon-or depuis la troisième et dernière version, du Bank Charter Act, le 19 juillet 1844, qui impose le currency principle : l'émission de billets de banque doit être proportionnelle à la quantité d'or détenue dans les réserves de la Banque d'Angleterre en vue d'éviter toute inflation. Cette loi rappelle les mauvais souvenirs de la panique de 1837, qui a fragilisé la confiance dans les actions des banques et dans les billets de banque. Elle a pour effet immédiat de créer une forte demande de métaux précieux pour les règlements, alors que les importantes découvertes d'or de 1848 en Californie n'ont pas encore eu lieu.

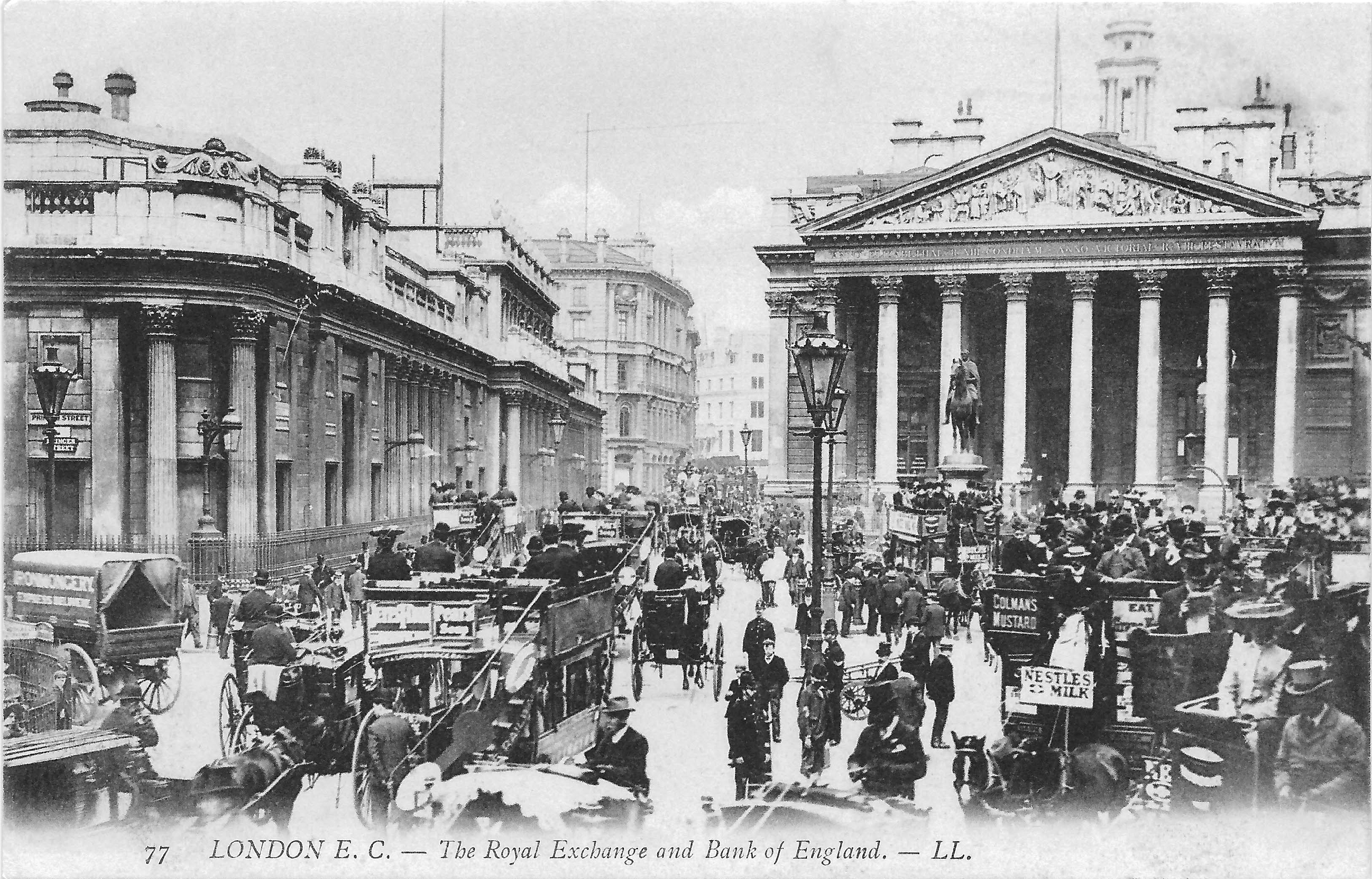
La banque d'Angleterre, convertie à l'étalon-or depuis 1844.

Le problème se pose aussi pour la Banque de France : son encaisse moyenne de 1846 tombe à 171 millions de francs, un tiers de moins que les 236 millions de 1845. Nouvelle baisse au premier trimestre de 1847, de plus de moitié: la moyenne tombe à 66 millions de francs, pour remonter à 77 durant le second trimestre 1847. Comme la Banque d'Angleterre, il lui faut retirer des billets de banque de la circulation, pour maintenir le rapport entre ses billets et sa réserve d'or. Le Taux d'escompte anglais avait été abaissé de 3,5 % à 3 % en août 1846. Il remonte à 6 % en 1847, en quatre étapes, mais la France n'opère qu'un seul durcissement, le 14 janvier, de 4 % à 5 %. 
La plupart des banques européennes, en particulier françaises, sont alors modestement capitalisées, ce qui limite leur capacité d'absorber le double choc : boursier et de crédit. Les banques de dépôt sont encore peu nombreuses, essentiellement concentrées en Angleterre, car bon nombre de français conservent leur épargne à domicile, ce qui a le mérite de limiter l'impact de la crise, en évitant toute panique bancaire dans l'hexagone, d'où est parti la crise ferroviaire.
La propagation aux créanciers des chemins de fer, en particulier aux banques, des conséquences du krach boursier et des faillites dans le secteur ferroviaire, a fait comparer le krach de 1847 à la crise boursière de 2002, qui a vu de nombreuses sociétés endettées pénalisées par les faillites dans la haute-technologie. Cependant, l'industrie étant encore en phase de développement en 1847, y compris dans le chemin de fer, le passif bancaire laissé par les faillites d'entreprises pour les années 1846 et 1847, qui s'élevait à 600 millions de francs en 1847, était deux fois moins élevé que lors de la panique de 1857, où il avait atteint 1,275 milliard en 1857, après la forte croissance économique mondiale des années 1850.

## La crise agricole
Les difficultés des chemins de fer se sont ajoutées à un contexte économique européen déjà fragilisé par la Grande famine irlandaise, qui sévit entre 1845 et 1849, catastrophe causée par le mildiou, un champignon parasite qui s'est attaqué aux cultures locales de pommes de terre, causant des centaines de milliers de décès.
L'activité agricole est également mauvaise en France et en Angleterre: ces deux pays ont chacun connu deux années consécutives de mauvaises récoltes. Dans l'hexagone, les prix augmentent de 13 % en deux ans pour une famille ouvrière. La crue de la Loire les 21, 22 et 23 octobre 1846 se produit alors que la Levée de la Loire apparaissait indestructible : à Orléans, l’eau monte de 3,10 m en 14 heures et la levée de Sandillon se rompt sur 400 mètres. Les crues se répètent en 1847 et 1848.

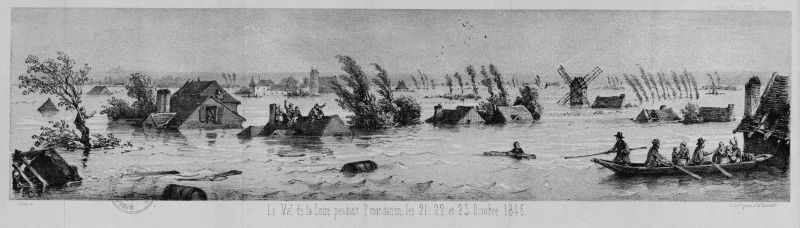
Vue du val de Loire le 22 octobre 1846.

D'autres grandes inondations dans la Nièvre sont venues aggraver le manque des céréales et des pommes de terre et faire monter les prix, d'autant que les blés germent, sous l'humidité, à l'été 1847. Un projet de loi, adopté le 12 janvier par la Chambre des députés, réduit au minimum à 35 centimes par 100 kilogrammes les droits de douane sur les grains et farines importés jusqu'au 31 juillet 1847 et affranchit de tout droit les navires qui effectueraient des importations de céréales. Le total des importations de produits alimentaires doublent, passant 187 à 364 millions de francs en deux ans, facilité par une meilleure desserte de certaines régions par le train, sans empêcher la hausse des prix. L'importation de bétail est multipliée par huit, passant de 34 426 têtes en 1845 à 140 572 têtes en 1846 et 216 450 têtes en 1847. Celle de farine de froment sextuple, à 630 255 quintaux, et le total des achats de céréales à l'étranger quadruple en deux ans, à 9 millions de quarters.
L'économiste français Ernest Labrousse voit 1847 comme une « crise mixte », marquée à la fois par d'importants problèmes agricoles, ce qui était jusque-là la caractéristique principale des crises économiques et par des problèmes complètement nouveaux liés à des spéculations financières et industrielles, qui se répèteront à mesure que la Révolution industrielle prendra de l'ampleur.

## Les solutions de sortie de crise
En France, l'État doit mettre sous séquestre la Compagnie du chemin de fer de Paris à Orléans le 4 avril 1848, la Compagnie du chemin de fer de Bordeaux à La Teste le 30 octobre 1848, la Compagnie du chemin de fer de Marseille à Avignon le 21 novembre 1848, et la Ligne de Sceaux le 29 décembre 1848. La Compagnie du chemin de fer de Paris à Lyon, est nationalisée en 1848, deux ans seulement après sa création.
La crise est considérée comme l'un des multiples facteurs, avec les mauvaises récoltes de 1847, les multiples scandales politiques de l'année 1847 (comme l'affaire Teste-Cubières) et la campagne des banquets, du renversement de la Monarchie de Juillet de Louis-Philippe au profit de la Deuxième République lors de la Révolution de 1848.

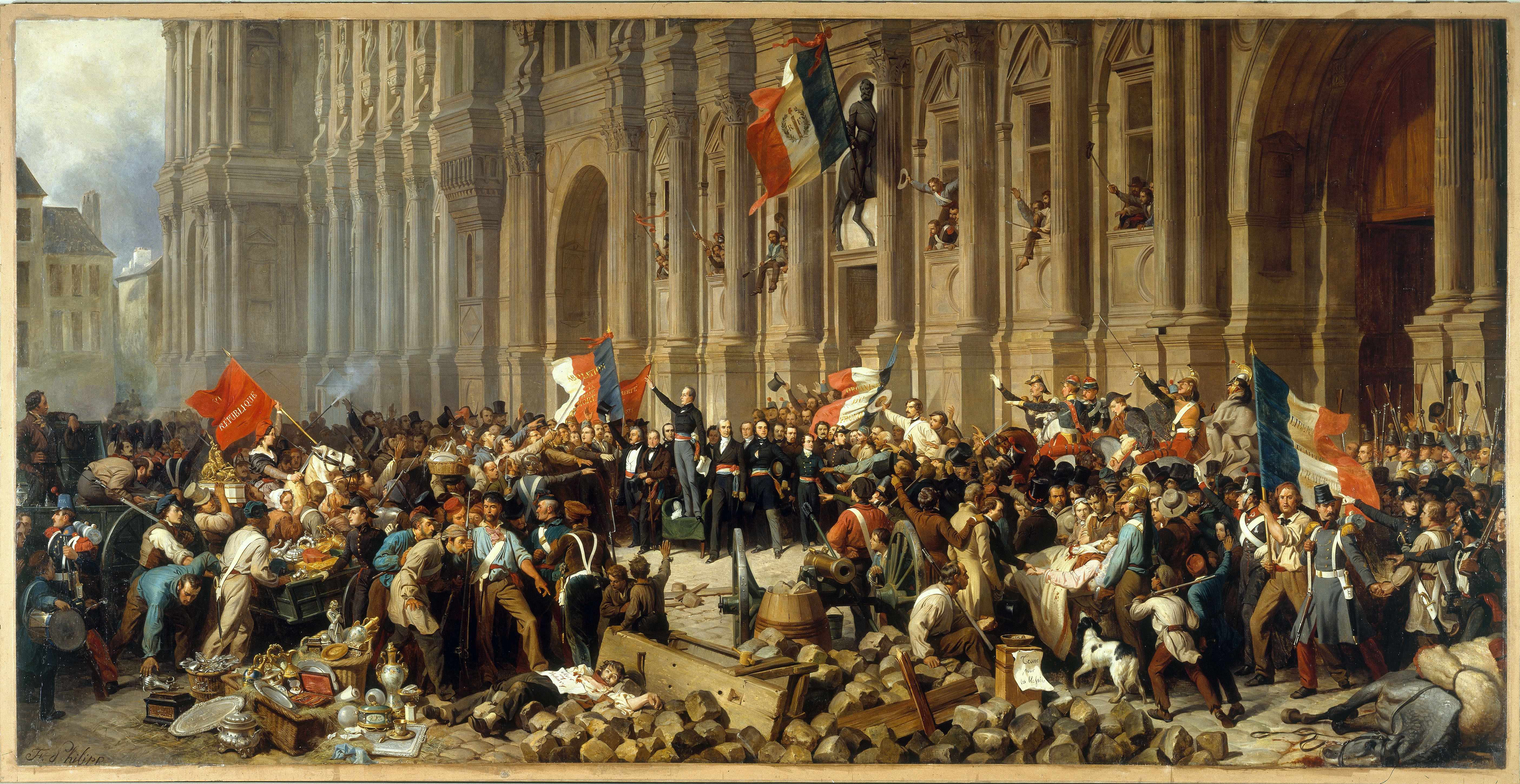
Alphonse de Lamartine à l'hôtel de ville parisien le 25 février.

Pendant les trois mois de la Révolution de 1848, il est proposé que l'État rachète la totalité des chemins de fer pour créer une société nationale. Défendue par le poète et député Alphonse de Lamartine, chef de l'opposition, la nationalisation avait été proposée en Angleterre avant même le krach de 1847.
Le décret du 17 août 1848, qui nationalise la Compagnie du chemin de fer de Paris à Lyon, prévoit d'échanger chaque action contre une rente 5 %, soit 7,50 francs. De 1849 à 1851, l'État français a poursuivi les travaux de construction de la ligne et exploité les tronçons terminés.
Aucune concession de chemin de fer n'a lieu en 1849 et en 1850 avant que la loi du 13 mai 1851 ne concède la Compagnie des chemins de fer de l'Ouest à des investisseurs étrangers. La même année, la Compagnie du chemin de fer de Lyon à Avignon est aussi autorisée.
La sortie de crise a grandement facilitée par deux ruées vers l'or consécutives, celle de 1848 en Californie et celle de 1851 en Australie, qui ont pour résultat d'injecter de la masse monétaire dans les circuits bancaires et d'aboutir à la croissance économique mondiale des années 1850. Elle débouche sur une relance rapide des chemins de fer dès 1852: les lignes abandonnées sont reprises. Les statuts d'une seconde Compagnie du chemin de fer de Paris à Lyon sont approuvés par le décret du 20 mars 1852, qui reprend la concession de 512 kilomètres, accordée par décret le 5 janvier 1852. Un troisième décret, le 19 juin 1857, crée la Compagnie des chemins de fer de Paris à Lyon et à la Méditerranée (PLM) par la fusion avec la Compagnie du chemin de fer de Lyon à Avignon et la Compagnie du chemin de fer de Marseille à Avignon.

## Chronologie
- 11 juin 1842 : Loi relative à l'établissement des grandes lignes de chemin de fer en France.
- 19 juillet 1844 : le 3e Bank Charter Act anglais institue l'étalon-or.
- 22 juin 1844 : lettre de Lamartine à Édouard de la Grange se demandant comment l'État peut racheter les chemins de fer[27]
- mars 1845 : pic de l'action Compagnie du chemin de fer de Paris à Orléans à 1325 francs (+165 %).
- 29 mai 1845 : création de la Compagnie des chemins de fer d’Amiens à Boulogne.
- 12 juillet 1845 : « un krach est inévitable », lit-on dans le Times de Londres[28].
- 20 septembre 1845 : création de la Compagnie des chemins de fer du Nord.
- 22 septembre 1845 : pic de l'action Compagnie des chemins de fer du Nord à 845 francs (+69 %).
- octobre 1845 : baisse ponctuelle des actions anglaises. La Great Western Railway a perdu 40 % par rapport à son pic de juillet
- 21 décembre 1845 : concession accordée à la Compagnie du chemin de fer de Paris à Lyon, qui n'a pas encore de capital
- fin 1845 : les actions anglaises ont en moyenne doublé leur cours depuis l'émission, leurs bénéfices représentant en moyenne 5,5 % du capital investi et même pour trois des grandes 10 % à 15 %[29]
- janvier 1846 : l'indice des actions anglaises atteint son sommet mais se maintient à un niveau proche jusqu'en avril 1847
- 10 janvier 1846 : le viaduc de Barentin, long de 300 mètres, s'effondre peu avant l'inauguration prévue en mai[30]. Sa reconstruction est achevée en octobre 1846.
- 1er mars 1846 : feu vert au statut de la Compagnie du chemin de fer de Paris à Lyon, qui n'a que 200 millions de capital
- 24 avril 1846 : création de la Compagnie du chemin de fer de Creil à Saint-Quentin.
- 20 juin 1846 : ouverture par la compagnie du Nord de la ligne Paris - Lille.
- 8 juillet 1846 : le Paris-Lille déraille sur un remblai de la vallée de la Scarpe à Fampoux. Des wagons tombent dans les marais, 14 morts.
- 21 juin 1846 : la Compagnie des chemins de fer de Bordeaux à Cette obtient sa concession.
- août 1846 : baisse surprise du taux d'escompte anglais de 3,5 % à 3 %.
- automne 1846 : spéculation sur l'aménagement des concessions à "embranchements", par crainte de la concurrence.
- Automne 1846 : les actionnaires de la Compagnie des chemins de fer de Bordeaux à Cette découvrent un coût plus proche de 200 millions de francs que des 155 millions annoncés.
- 14 novembre 1846 : dissolution de la Compagnie des chemins de fer de Fampoux à Hazebrouck.
- décembre 1846 : pétition de banquiers pour les actions de la Compagnie des chemins de fer de Bordeaux à Cette, demandant la cotation au parquet sans plus attendre
- fin 1846 : fin des levées de fonds en France, 0,9 milliard de francs ont été investis en deux ans en actions du rail, sur un total de 1,2 milliard depuis onze ans.
- fin 1846 : pic des levées de fonds en Angleterre, 140 millions de sterling contre 60 en 1845, chiffre qui revient à 40 millions en 1847. Les concessions nouvelles représentent 4600 kilomètres sur l'année, comme 3000 en 1845, chiffre qui sera divisé par quatre en 1847[31].
- 14 janvier 1847 : le taux d'escompte français passe de 4 % à 5,5 %, l'anglais de 3 % à 3,5 %.
- 21 janvier 1847 : le taux d'escompte anglais passe de 3,5 % à 4 %.
- 21 janvier 1847 : lettre des actionnaires de la Compagnie des chemins de fer de Bordeaux à Cette à James de Rothschild, demandant la liquidation.
- 1847 : le chemin de fer du Nord baisse son tarif de 60 % pour les grains, 73 % pour les combustibles
- 21 mars 1847 : le Tsar de Russie achète pour 120 millions de francs d'emprunts publics en échange de blé d’Odessa.
- 1847 : en Angleterre, les souscriptions acceptées mais non encore versées atteignent le pic de 250 000 sterling (6,2 milliards de francs)[32]
- avril 1847 : le taux d'escompte anglais passe de 4 % à 5 %[33].
- juillet 1847 : deux anciens ministres jugés par la Cour des Pairs, dont le général Despans-Cubières, qui avait versé en 1843 un pot-de-vin de 94 000 francs au ministre des Travaux publics pour renouveler la concession de la mine de sel de Gouhenans.
- juillet 1847 : dissolution de la Compagnie des chemins de fer de Bordeaux à Cette.
- 30 juillet 1847 : les cours des chemins de fer français ont perdu 50 % à 75 % en douze mois
- août 1847 : le taux d'escompte anglais passe de 5 % à 5,5 %.
- 30 septembre 1847 : l'action Compagnie des chemins de fer du Nord tombe à 329 francs
- octobre 1847 : l'indice des actions anglaises perd 30 % en quelques semaines.
- 11 octobre 1847 : dissolution de la Compagnie du chemin de fer de Lyon à Avignon.
- 3 au 29 novembre 1847 : guerre du Sonderbund, gagnée par les progressistes suisses.
- 31 décembre 1847 : l'action Compagnie du Chemin de fer de Paris à Saint-Germain à 640 francs contre 1040 francs en janvier et 1217 francs en 1845, (ligne achevée).
- janvier 1848 : première découverte de la ruée vers l'or en Californie.
- 14 février 1848 : le préfet de police interdit un banquet républicain projeté à Paris.
- 22 février 1848 : 3000 étudiants manifestent à Paris.
- 22 février 1848 : la Bourse de Paris ferme, pour rouvrir le 7 mars.
- 25 février 1848 : proclamation de la Deuxième République française, après 350 morts et au moins 500 blessés.
- 4 avril 1848 : mise sous séquestre de la Compagnie du chemin de fer de Paris à Orléans (ligne achevée).
- 27 avril 1848 : abolition de l'esclavage dans les colonies françaises.
- 6 mai 1848 : l'assemblée écrème le Gouvernement provisoire de 1848
- 17 mai 1848 : Lamartine propose que l'État rachète la totalité des chemins de fer.
- 17 août 1848 : décret qui nationalise la Compagnie du chemin de fer de Paris à Lyon.
- 30 octobre 1848 : mise sous séquestre de la Compagnie du chemin de fer de Paris à Orléans.
- mars 1849 : les actions de chemin de fer entament leur remontée
- 1850 : Karl Marx publie Les Luttes de classes en France consacré à la version française du Printemps des peuples.